# Gornji Kuršanec
Gornji Kuršanec – wieś w Chorwacji, w żupanii medzimurskiej, w gminie Nedelišće. W 2011 roku liczyła 793 mieszkańców.